# Immagine idiografica
L'immagine idiografica (dal greco ιδιος-γραφιχος: ídios e graphikós, con significato di "descrivere il particolare") è intesa come la rappresentazione di un risultato ottenuto da uno studio o tramite un metodo di ricerca avente per oggetto casi specifici: una raffigurazione che eviti quindi la generalizzazione nomotetica.

“La formulazione diagnostica risponde a un criterio idiografico,
 la classificazione diagnostica ad un criterio nomotetico.”

In ambito clinico-psicopatologico il criterio idiografico è un metodo (detto anche metodo storico) che comporta la valutazione dell'esperienza passata, la selezione e il confronto delle informazioni in relazione a una singolarità, sia essa riferita ad un individuo o ad un evento.
Un'immagine idiografica è rappresentata, ad esempio, da un referto, un grafico o una cartella personale (contenente un profilo clinico) che illustri le caratteristiche peculiari (mediche, psicologiche, patologiche) distintive del soggetto esaminato. 
"In assenza di una precedente raccolta dettagliata di dati clinici, l'anamnesi dovrebbe contenere un numero sufficiente di informazioni atte a convalidare gli elementi diagnostici ed eziologici della formulazione. 

Il termine "formulazione diagnostica" è preferibile a "diagnosi" perché sottolinea come gli elementi dell'attenzione clinica, rispetto ai quali il clinico propone ipotesi eziologiche e obiettivi di intervento, includono molto più che non la semplice attribuzione di una "categoria diagnostica", fermo restando che quest'ultima di solito è una componente importante".
La locuzione immagine idiografica compare per la prima volta nel 1996, nel Manuale della metodica di indagine SESAMO (acronimo di Sexuality Evaluation Schedule Assessment Monitoring). 

Il termine fu coniato per indicare che il Report del test era in grado di fornire un referto anamnestico organizzato secondo i criteri di una dettagliata storia clinica, familiare e relazionale del soggetto esaminato, producendo dati semiologici sia sotto il profilo psicosessuale che socio affettivo, elementi utili al clinico per la formulazione di ipotesi patogenetiche e patognomoniche.